# Parailurus
Parailurus — вимерлий рід хижих ссавців з родини пандових. Він був приблизно на 50% більшим за Ailurus і жив у епоху раннього та пізнього пліоцену, а його скам’янілості були знайдені в Європі, Північній Америці та Японії.
Скам'янілості P. baikalicus несуть нижні корінні зуби з низькою коронкою, а також головні горбки щокових зубів, які носяться горизонтально. Це говорить про те, що P. baikalicus зазвичай їв листя.